# Oxyopes longetibiatus
Oxyopes longetibiatus là một loài nhện trong họ Oxyopidae.
Loài này thuộc chi Oxyopes. Oxyopes longetibiatus được Lodovico di Caporiacco miêu tả năm 1941.